# The Commitments (novela)
The Commitments (1987) es una novela del escritor irlandés Roddy Doyle y es la primera parte de la denominada Trilogía de Barrytown. El texto narra la historia de un grupo de jóvenes desempleados de la zona norte de Dublín, Irlanda, que deciden crear un grupo de soul. En el año 1991 se rodó una película basada en este libro, titulada también The Commitments, que fue dirigida por Alan Parker y recibió varios premios. 

## Argumento
Dos amigos, Derek Scully y «Oustpan» Foster, se juntan para formar una banda, pero pronto se dan cuenta de que no tienen idea de cómo funciona el negocio de la música y que si siguen así, no irán mucho más lejos de su pequeño vecindario en la zona norte de Dublín. Para resolver este problema, deciden reclutar a su amigo de la escuela, Jimmy Rabbite, para que sea su mánager. El viejo amigo acepta, pero bajo la condición de hacer cambios radicales en la banda, sumándose con un sintetizador. Después de esto, Rabbite propone un cambio de nombre y llama a la banda «The Commitments». El mánager convierte la banda en un grupo basado en sintetizadores en lo que llamaría luego la gran revolución del soul de Dublín.  